# Слободка (Сумская область)
Слободка (укр. Слобідка) — село, Подставский сельский совет, Липоводолинский район, Сумская область, Украина.
Код КОАТУУ — 5923284803. Население по переписи 2001 года составляло 88 человек.

## Географическое положение
Село Слободка находится на правом берегу реки Грунь, выше по течению на расстоянии в 0,5 км расположено село Подставки, ниже по течению на расстоянии в 1,5 км расположено село Сватки, на противоположном берегу — село Борки Полтавской области. Рядом проходит автомобильная дорога Т-1913.